# Chire Koyama
Chire Koyama (jap. 小山ちれ Koyama Chire); ur. 30 września 1964 w Szanghaju – naturalizowana japońska tenisistka stołowa,  trzykrotna medalistka mistrzostw świata w barwach Chin. Do 1994 roku startowała pod nazwiskiem He Zhili (何智丽).

## Kariera
Jest trzykrotną medalistką mistrzostw świata. Największy indywidualny sukces odniosła w 1987 w Nowym Delhi zostając mistrzynią świata indywidualnie i zdobywając brąz w deblu. Dwa lata wcześniej w turnieju drużynowym wywalczyła złoty medal mistrzostw świata. Jest mistrzynią Igrzysk Azjatyckich 1994 w grze pojedynczej oraz czterokrotną mistrzynią Azji (1984, 1986, 1988, 1996) w singlu oraz jeden raz (1986) w deblu.
Startowała dwukrotnie w igrzyskach olimpijskich w barwach Japonii. W 1996 w Atlancie i w 2000 w Sydney osiągnęła ćwierćfinał w singlu.